# Macropeza capensis
Macropeza capensis är en tvåvingeart som beskrevs av John William Scott Macfie 1939. Macropeza capensis ingår i släktet Macropeza och familjen svidknott. Inga underarter finns listade i Catalogue of Life.